# 鶯村
鶯村（うぐいすむら）は、かつて岐阜県揖斐郡にあった村である。
現在の揖斐郡大野町西部（揖斐川東岸）、大野町の行政上の地域区分の第5区に該当する。
鶯村の由来は、構成する旧村の名称（公郷、大衣斐、小衣斐）の公と衣が、ウグイスの別名「金衣公子」に使用されている文字であるから、金衣公子→鶯としたという。

## 歴史
- 江戸時代末期、この地域は美濃国大野郡であり、尾張藩領、大垣藩領、野村藩領、旗本領などが混在した地域であった。
- 1897年（明治30年）4月1日 - 公郷村、大衣斐村、小衣斐村、領家村が合併し、鶯村となる。
- 1956年（昭和31年）4月1日 - 大野町に編入される。

## 教育
- 鶯村立鶯小学校（現・大野町立中小学校）
- 組合立揖東中学校（現・大野町立揖東中学校）

## 史跡
- 大御堂城址
  - 戦国時代の武将・竹中重治生誕の地と伝えられている。